# Mo Collins (giocatore di football americano)
Damon Jamal Collins (Charlotte, 22 settembre 1976 – Charlotte, 26 ottobre 2014) è stato un giocatore di football americano statunitense che ha militato nel ruolo di offensive lineman nella National Football League (NFL).

## Biografia
Dopo avere giocato al college a Florida dove vinse un campionato NCAA, Collins fu scelto come 23º assoluto nel Draft NFL 1998 dagli Oakland Raiders. Vi giocò tutte le 71 partite della carriera professionistica fino al 2003, raggiungendo il Super Bowl XXXVII nel 2002, perso contro i Tampa Bay Buccaneers. Morì il 26 ottobre 2014 all'età di 38 anni dopo che recentemente aveva iniziato un ciclo di dialisi per una disfunzione a un rene.

## Palmarès
- American Football Conference Championship: 1

Oakland Raiders: 2002

## Statistiche
| Partite             | 71 |
| Partite da titolare | 64 |